# Gorbeia Suzien
Gorbeia Suzien est une épreuve de skyrunning disputée à Zeanuri en Espagne. Elle a été créée en 2012.

## Histoire
La course voit le jour en 2012 lorsqu'un groupe d'amis férus de sports de montagne décident d'organiser une course à Zeanuri. Ils concrétisent leur idée avec l'aide du club Joko Alai kirol Elkartea, spécialisé dans les sports de montagne, ainsi que de la municipalité de Zeanuri et mettent en place une épreuve de skyrunning dans le parc naturel de Gorbeia. La course connaît un succès croissant, notamment à partir de 2014 où elle rejoint le calendrier de la Skyrunner National Championship, attirant plusieurs spécialistes internationaux de la discipline.
L'édition 2017 accueille les championnats d'Europe de skyrunning pour l'épreuve de SkyRace. Aritz Egea et Ingrid Mutter remportent la course et sont titrés.
La course n'est pas organisée en 2018.
Lors de la relance en 2019, un kilomètre vertical est ajouté à l'évènement. Antonio Alcalde et Yngvild Kaspersen remportent l'épreuve. La Norvégienne double la mise en remportant également la SkyRace.
L'édition 2020 est annulée en raison de la pandémie de Covid-19.
La course rejoint le calendrier de la Skyrunner World Series en 2021. L'année suivante, elle fait office de finale SkyMasters. Cette dernière emprunte le parcours traditionnel de la SkyRace avec une légère modification qui effectue l'ascension du Lekanda. Le parcours mesure 33 kilomètres.

## Parcours
Le départ est donné dans le village de Zeanuri. Le parcours se dirige vers la chapelle de San Justo avant d'effectuer la première ascension sur les pentes du Lekanda jusqu'au refuge de Gorbeia. Le parcours effectue ensuite l'ascension du Gorbeia où il atteint son point culminant à 1 481 m d'altitude. Après une descente, le parcours remonte et effectue l'ascension du Aldamin à 1 362 m d'altitude. Le parcours effectue finalement une longue descente et passe par la chapelle de San Juan pour rejoindre Zeanuri où est donnée l'arrivée. Il mesure 31 km pour 2 400 m de dénivelé positif et négatif.

## Vainqueurs
| Édition | Date | Hommes                                              | Hommes                                              | Hommes                                              | Femmes                                              | Femmes                                              | Femmes                                              |
| ------- | ---- | --------------------------------------------------- | --------------------------------------------------- | --------------------------------------------------- | --------------------------------------------------- | --------------------------------------------------- | --------------------------------------------------- |
|         |      | Rang                                                | Athlète                                             | Temps                                               | Rang                                                | Athlète                                             | Temps                                               |
| 1re     | 2012 | 1er                                                 | Ionuț Zincă                                         | 2 h 29 min 24 s                                     | 49e                                                 | Oihana Kortazar Aranzeta                            | 3 h 6 min 25 s                                      |
| 2e      | 2013 | 1er                                                 | Ionuț Zincă                                         | 2 h 28 min 27 s                                     | 38e                                                 | Leire Agirrezabala Ezkurdia                         | 3 h 3 min 42 s                                      |
| 3e      | 2014 | 1er                                                 | Ionuț Zincă                                         | 2 h 46 min 16 s                                     | 23e                                                 | Maite Maiora                                        | 3 h 14 min 42 s                                     |
| 4e      | 2015 | 1er                                                 | Manuel Merillas Moledo                              | 2 h 57 min 1 s                                      | 31e                                                 | Laura Orgué Vila                                    | 3 h 29 min 26 s                                     |
| 5e      | 2016 | 1er                                                 | Luis Alberto Hernando Alzaga                        | 3 h 0 min 21 s                                      | 45e                                                 | Andrea Gil Fernández                                | 3 h 48 min 54 s                                     |
| 6e      | 2017 | 1er                                                 | Aritz Egea Cáceres                                  | 3 h 2 min 55 s                                      | 47e                                                 | Ingrid Mutter                                       | 3 h 37 min 47 s                                     |
| 7e      | 2019 | 1er                                                 | Aritz Egea Cáceres                                  | 3 h 7 min 33 s                                      | 17e                                                 | Yngvild Kaspersen                                   | 3 h 34 min 32 s                                     |
| -       | 2020 | Course annulée en raison de la pandémie de Covid-19 | Course annulée en raison de la pandémie de Covid-19 | Course annulée en raison de la pandémie de Covid-19 | Course annulée en raison de la pandémie de Covid-19 | Course annulée en raison de la pandémie de Covid-19 | Course annulée en raison de la pandémie de Covid-19 |
| 8e      | 2021 | 1er                                                 | Zaid Ait Malek                                      | 3 h 4 min 40 s                                      | 47e                                                 | Denisa Dragomir                                     | 3 h 39 min 47 s                                     |
| 9e      | 2022 | 1er                                                 | Alain Santamaría Blanco                             | 3 h 8 min 54 s                                      | 117e                                                | Andrea Garay Zarraga                                | 4 h 20 min 6 s                                      |
| 10e     | 2023 | 1er                                                 | Alain Santamaría Blanco                             | 2 h 57 min 8 s                                      | 35e                                                 | Clémentine Geoffray                                 | 3 h 34 min 24 s                                     |
| 11e     | 2024 | 1er                                                 | Luca Del Pero                                       | 3 h 0 min 25 s                                      | 41e                                                 | Júlia Font Gómez                                    | 3 h 45 min 39 s                                     |

### SkyMasters
| Catégorie | Premier                 | Deuxième                 | Troisième                   | Vainqueur général 2022  |
| --------- | ----------------------- | ------------------------ | --------------------------- | ----------------------- |
| Hommes    | Nicolás Molina Augustín | Loïc Robert              | Bernard Cheruiyot Chepkwony | Nicolás Molina Augustín |
| Femmes    | Noémie Vachon           | Onditz Iturbe Arginzoniz | Lindsay Webster             | Lindsay Webster         |